# ハイゼックス
ハイゼックスとは、三井化学株式会社によって開発・商標登録されている高密度ポリエチレン（HDPE）の一種。
ドイツのマックスプランク石炭総合研究所の特許を元に1958年に日本で初めて製造されたポリエチレン樹脂。カール・ツィーグラーの特許は理論上のもので、工業規模の生産プロセスとノウハウは三井化学と三井石油化学の研究によって確立された。
引張強度、剛性が強く、耐衝撃性に特に優れている。
また、成形時の耐熱安定性、耐ストレスクラッキング性、長期間の耐候性や耐クリープ性にも優れている。1958年8月に発売されたホンダ・スーパーカブC100型はレッグシールドやサイドカバーなどにハイゼックスを採用したことで知られる。

## 主な用途
- 輸送コンテナ
- パレット
- 日用雑貨
- 工業部品
- 液体洗剤容器
- 灯油缶
- ショッピングバッグ
- 規格袋（日本赤十字社で備蓄する非常用炊飯袋）
- 産業用フィルム
- ロープ
- クロス
- シート
- パイプ
- 電線被覆
- 鋼管被覆
- フラフープ[1]